# Feest van het Waalse Gewest

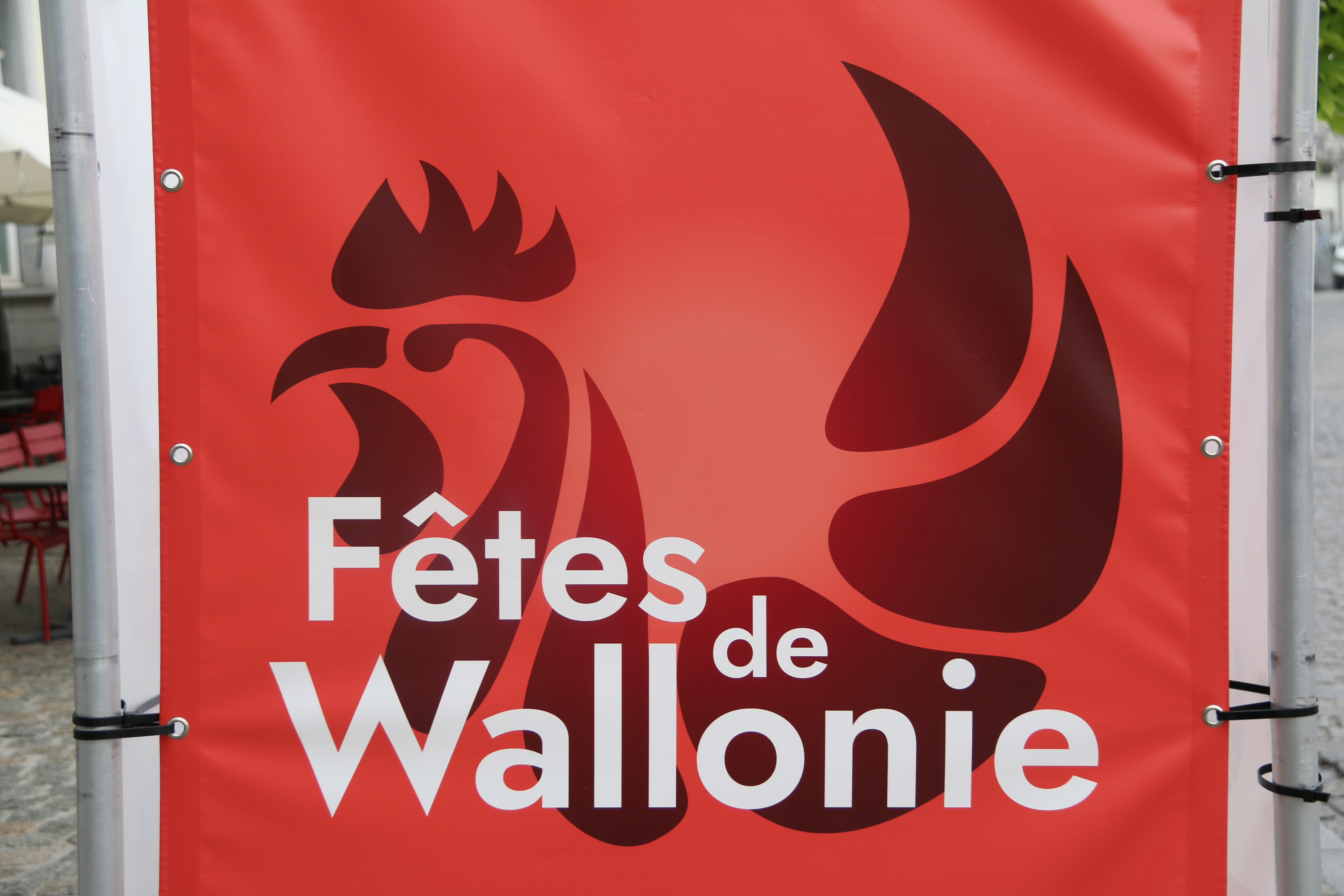
Fêtes de Wallonie te Bergen

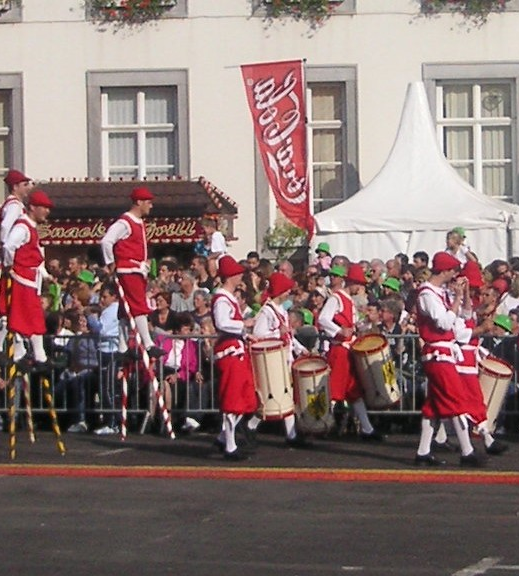
Een optocht te Namen

Het Feest van het Waalse Gewest (Frans: Fête(s) de Wallonie, Feest van Wallonië) is de feestdag van het Waalse gewest op de derde zondag van september. 
Reeds einde 19e eeuw werden er initiatieven tot een dergelijk feest genomen, om de Waalse betrokkenheid bij de Belgische Revolutie te herdenken. Het eerste daadwerkelijke feest werd in 1913 gehouden in het Parc de l'Harmonie en het Stadhuis van Verviers. Na 1923 kreeg het feest meer betekenis, waaronder ook een politieke, om de zich ontwikkelende Waalse identiteit te tonen.
In 1998 werd de feestdag als Feest van het Waalse Gewest vastgelegd en gepubliceerd in het Belgisch Staatsblad.
In Namen, de hoofdstad van Wallonië, duurt dit feest het gehele weekend, en wordt door tienduizenden bezocht.